# Nens del Vendrell

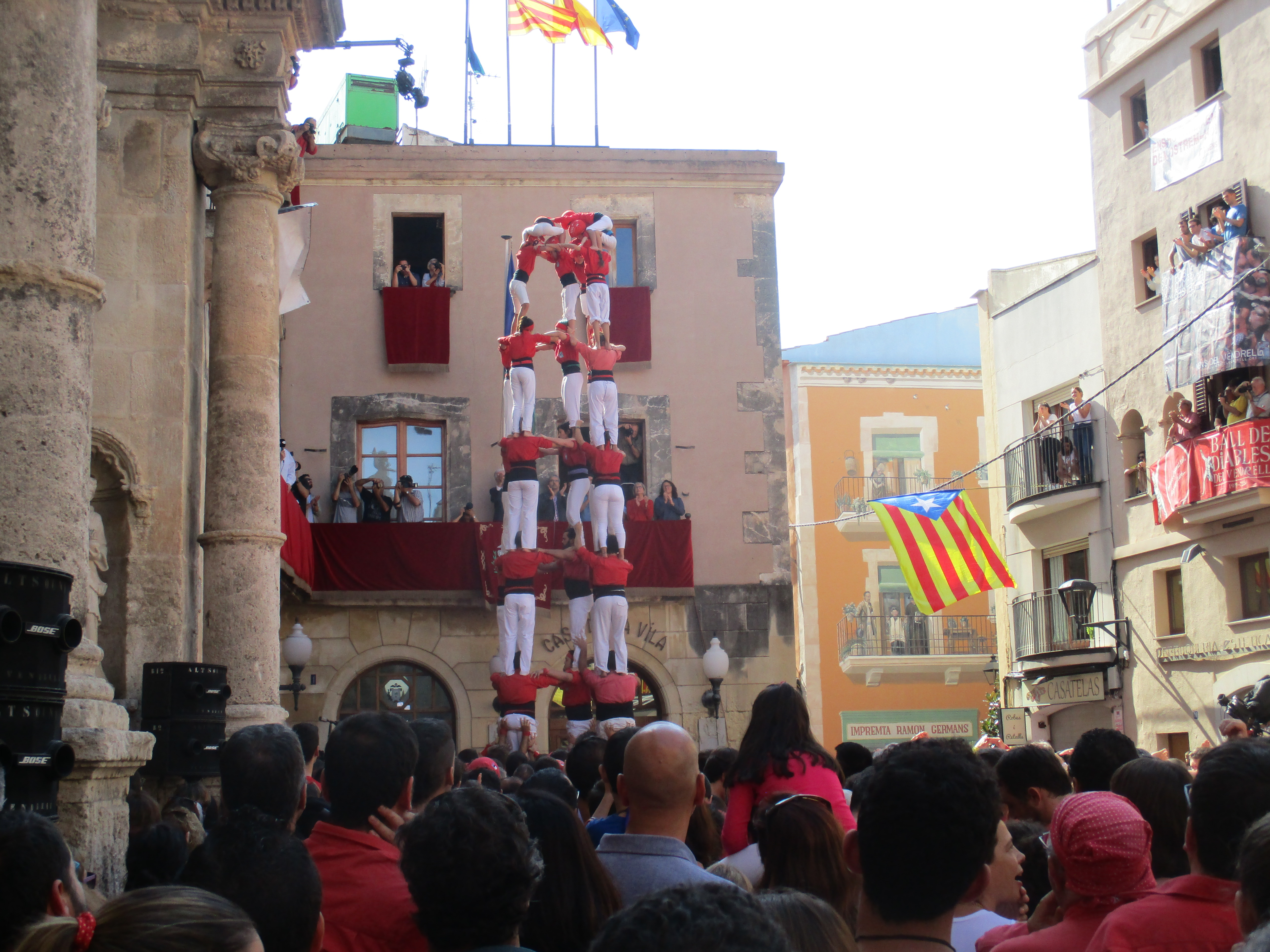
5 de 8 dels Nens per la Fira de Santa Teresa de 2017

Els Nens del Vendrell són una colla castellera del Vendrell, al Baix Penedès, fundada l'any 1926. És una colla històrica que descarregà el primer 3 de 8 del segle xx l'any 1951, el primer pilar de 7 amb folre del segle xx l'any 1969, i la primera torre de 8 amb folre (td8f) del segle xx l'any 1970. Aquests dos darrers castells li van permetre guanyar la cinquena edició del concurs de castells de Tarragona celebrat l'any 1970. Guanyà també el concurs de l'any 1952 empatant en el primer lloc amb la Muixerra de Valls, i es classificà en segona posició l'any 1954 i en tercera l'any 1956.

## Història
L'any 1926, en plena decadència del fet casteller, i poques setmanes després d'una refundació dels Xiquets de Tarragona, es creà al Vendrell la colla dels Nens del Vendrell, que realitzà la seva primera actuació oficial el 15 d'octubre de 1926 descarregant el 4 de 6, 3 de 6, pilar de 4 i la torre de cinc. La creació d'aquestes dues noves colles reanimà la rivalitat, fet que propicià l'inici del període de renaixença castellera (1926-1981).

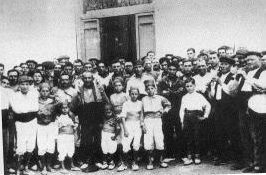
Primera fotografia dels Nens del Vendrell (15 d'octubre de 1926)

Després d'assolir la torre de sis, l'octubre de 1927 els castellers vendrellencs es dividiren en dues colles, els Caneles i els Mirons, noms amb què es coneixien les dues principals famílies castelleres del Vendrell, els Xerta i la família Miró. Addicionalment el jovent creà colles castelleres paral·leles a les oficials, amb noms com la colla dels Manobres, que aplegava als joves aprenents de paleta i als manobres que quan plegaven de treballar anaven a assajar al torrent. Una altra fou la dels castellers del Club, integrada per joves del Club d'Esports Vendrell.

L'octubre de 1929 els Nens del Vendrell descarregaren el 4 de 7 i els Caneles carregaren el 3 de 7. El setembre de 1930, a Torredembarra, les dues colles descarregaren el seu primer 3 de 7. Els anys 1931 i 1932 les dues colles de Valls assoliren el 5 de 7 i els vendrellencs iniciaren una cursa per assolir tots els castells que anaven recuperant els vallencs, fins que en el Concurs de castells de Vilafranca de 1935 una colla vendrellenca, els Xiquets del Vendrell (antics Mirons), aconseguí quedar enmig de les dues colles de Valls.

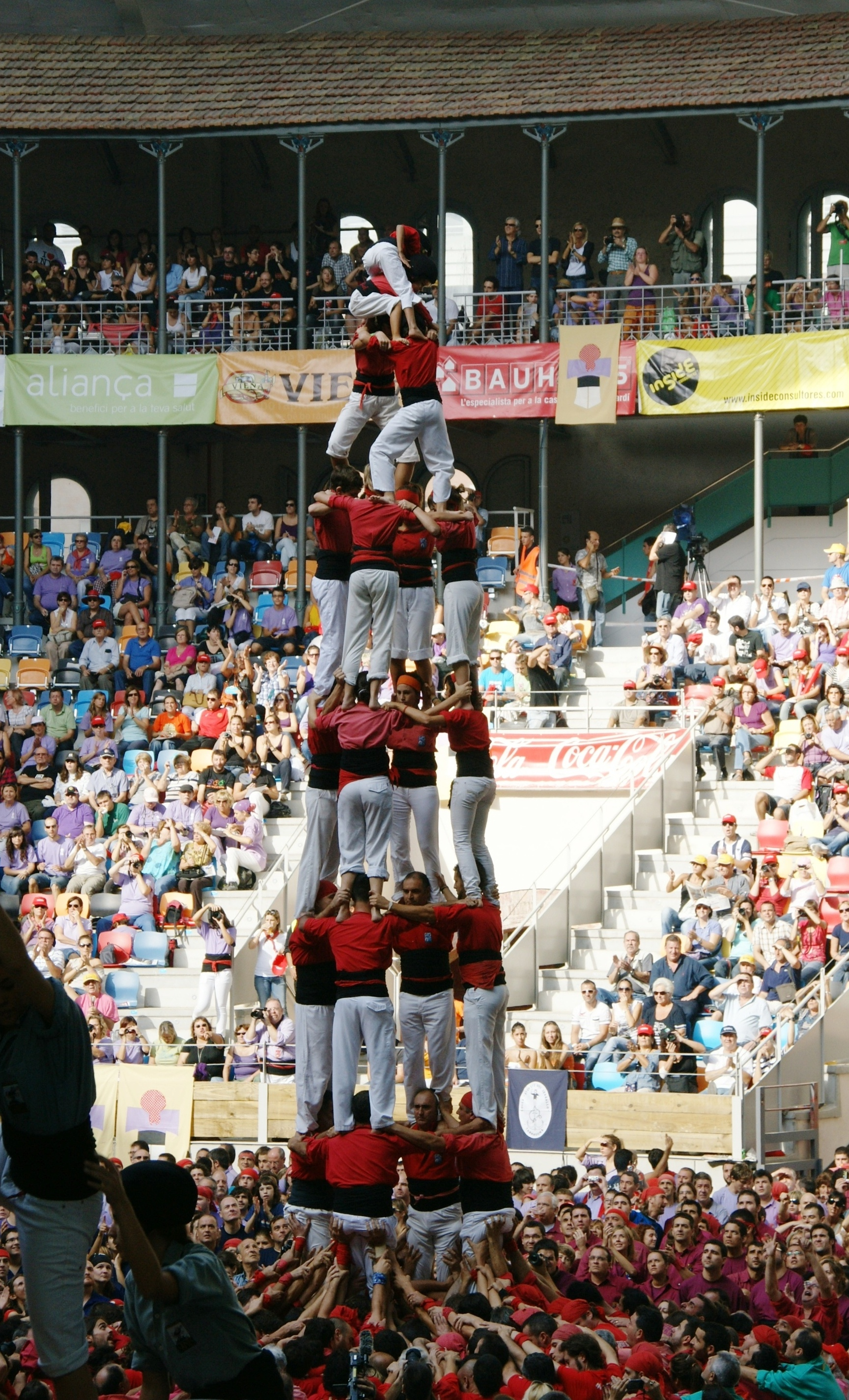
4 de 8 descarregat pels Nens del Vendrell al XXIII Concurs de castells de Tarragona (2010)

El juliol del 1932 per la Festa Major del Vendrell actuaren tres colles locals, Nens del Vendrell, Caneles i Mirons. La primera colla va fer una actuació clàssica de set, i les altres dues assoliren els primers 4 de 7 amb l'agulla. Davant la proliferació de colles castelleres (3 al Vendrell, 2 a Valls i 2 a Tarragona) l'any 1932 es decidí organitzar el I Concurs de castells de Tarragona, que fou presidit per Pau Casals. Les colles del Vendrell finalment no hi participaren en protesta per l'empresonament del sindicalista agrari Pau Padró i Cañellas. Amb l'arribada de la Guerra Civil espanyola (1936-39), l'activitat castellera es reduí, i en acabar la guerra els pocs castellers vendrellencs que queden s'agruparen en una única colla amb el nom de Nens del Vendrell, dirigida per Pau Figueras i Salvador Gual.
L'any 1945 la colla carregà els primers 4 de 8, que deu anys abans havien carregat els Xiquets del Vendrell, antics Mirons. L'any 1946 a Vilafranca del Penedès la colla descarregà el primer 4 de 8 vendrellenc, i el primer que es veia descarregat a Vilafranca des de la fi de la guerra civil. El 1947 va fer un intent seriós de 3 de 8, llavors un castell mític, que feia 12 anys havia aconseguit carregar per segona vegada al segle xx la colla Nova de Valls. Aquell any s'instituí la festa de sant Zacaries, festa dels castellers i diada de la colla. El 15 d'octubre de 1951 la colla assoleix a la Plaça Vella del Vendrell el primer 3 de 8 descarregat del segle xx. Els Nens celebraven el seu 25è aniversari aquell dia.
L'any 1952 la colla consolidà el 4 de 8 i el 2 de 7, i comença a fer assajos de 2 de 8 amb folre, essent aquests les primeres proves de folre documentades al segle xx. Aquell any, en el III Concurs de castells de Tarragona els Nens assoleixen la primera posició, empatats amb la Muixerra de Valls.
A principis de la dècada de 1960 es continuà descarregant el quatre de vuit, però amb poca freqüència. L'any 1964 els Nens del Vendrell varen fer una primera visita a Pau Casals, exiliat a Prada de Conflent, i dos anys després li oferiren una segona actuació, que significà el darrer cop a la seva vida que el mestre veuria castells.
El 27 de setembre de 1964 van assolir la tercera posició en el I Gran Trofeu Jorba-Preciados a Barcelona, i en segon lloc en l'edició de 1965 i 1966. En la diada de Sant Zacaries de 1966 van descarregar un 4 de 7 net, un 2 de 6, un 3 de 7 aixecat per sota i 3 pilar de 5. L'any 1967 la colla carregà, in extremis, un primer pilar de 6, que aixecà controvèrsia per part de les colles rivals de Valls. Els anys 1968, 1969, 1970, 1971, la diada de Sant Fèlix vilafranquina es va transformar en un concurs anomenat "Anxaneta de Plata". En les quatre edicions el trofeu fou guanyat pels Nens del Vendrell, sense que hi assistís en cap ocasió la Colla Vella dels Xiquets de Valls, llavors el rival més directe.

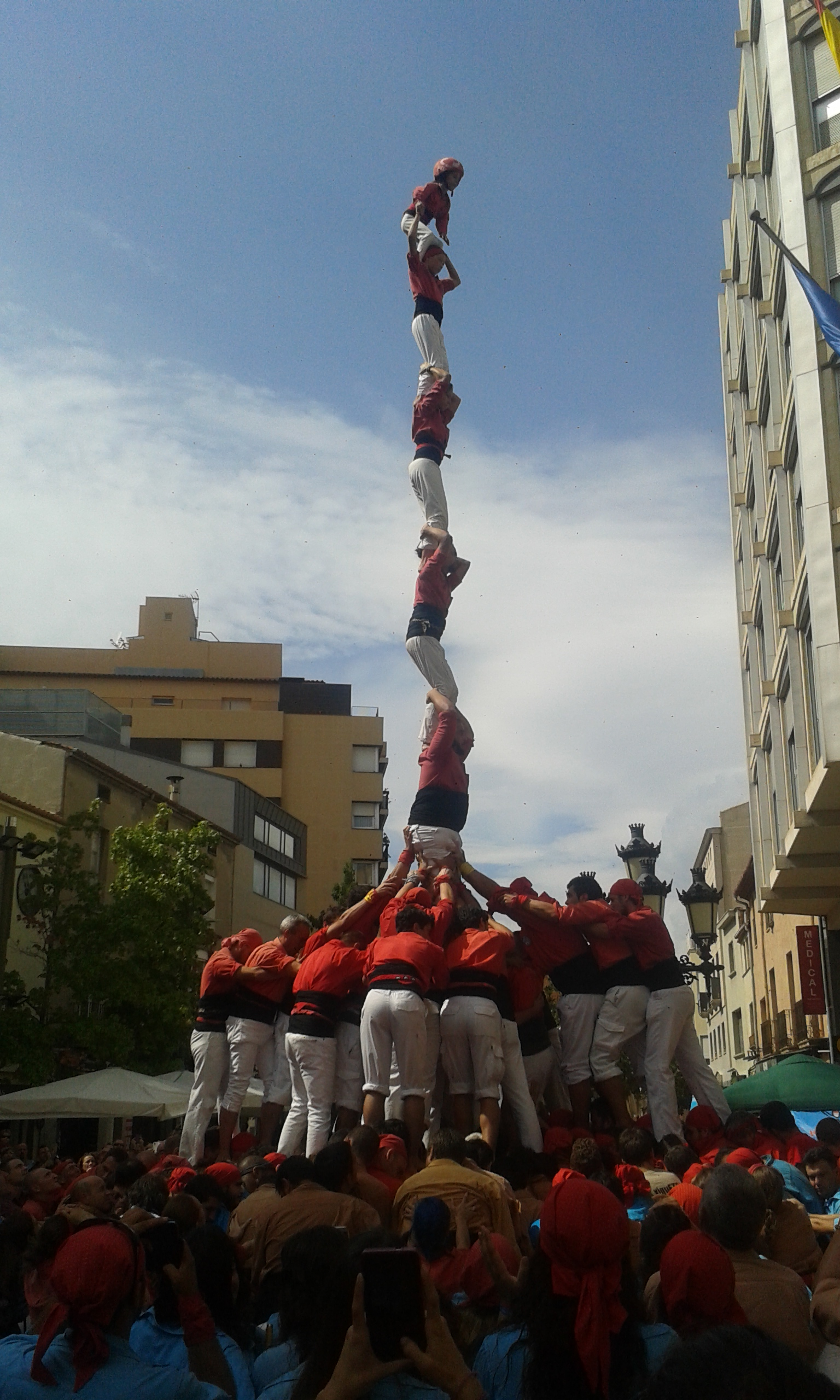
Pd7f descarregat a Terrassa. Des de 1969 no el completaven.

El 23 de novembre de 1969, a la plaça Vella del Vendrell, els Nens del Vendrell descarregaren el primer pilar de 7 amb folre del segle xx, que fou el primer castell folrat descarregat del segle xx, recuperant així un castell que s'havia assolit en el segle xix, amb el darrer documentat el 1881 a Vilafranca per colles de Valls. Entre aquell any i el següent els Nens el tornaren a carregar en dues ocasions i la Colla Vella dels Xiquets de Valls una altra.
El 27 de setembre de 1970 es produí un duel entre els Nens i les colles de Valls al VI Concurs de castells de Tarragona. Els Nens guanyaren aquest concurs carregant un altre pilar de 7 amb folre, i descarregant el pilar de 6 i la primera torre de vuit amb folre del segle xx. La Colla Vella de Valls quedà segona, amb les mateixes construccions, totes carregades.
Els Nens van descarregar dues vegades el 3 de 8 l'any 1976 i el carregarien per darrer cop el 1977 per la Festa Major de Vilafranca. Reconeixent que el nivell de la colla no era prou alt, l'any 1979 va refusar la invitació a actuar a la Festa Major de Vilafranca. La irregular trajectòria dels posteriors anys coincidí amb una continuada ascensió del món casteller en general. L'any 1988 la colla suspèn els compromisos de la temporada per centrar-se en la renovació. L'any 1992 la colla patí un nou retrocés, i quedà en darrera posició al XIV Concurs de castells de Tarragona amb zero punts. L'any 1993 el Vendrell va recuperar la dualitat amb l'aparició de la Colla Nova del Vendrell, la qual existí fins a l'any 2004.
L'any 2001 la colla inaugurà un nou local, al xamfrà del carrer Quarter amb la riera de la Bisbal, rebé la Creu de Sant Jordi, i recuperà els castells de vuit amb un 4 de 8 descarregat en la diada de Sant Zacaries.
El 15 de novembre de 2009 es van convertir en la segona colla que assoleix el 5 de 7 amb l'agulla. El 17 d'octubre de 2010 la colla va recuperar el 2 de 8 amb folre, castell que no assolia des de la dècada de 1970, i completà el 4 de 8, però ensopegà amb el 3 de 8, un castell que no assoleixen des de 1976.
La Temporada 2012 van recuperar el Pd6(c) 40 anys després i va esdevenir la 3a millor temporada de la seva història, descarregant 2 Td8f, 3 4d8 i carregant un altre.
Un cop van consolidar les dues estructures de 8, l'objectiu principal de la temporada 2013 va ser el 3d8. L'aconsegueixen carregar per la seva Festa Major juntament amb el 4d8 i la Td8f descarregats i assoleixen així la primera tripleta de 8 carregada de la seva història. Per la fira de Santa Teresa completen la tripleta i tornen a carregar el pilar de 6.
El 2014 s'estrena el documental “La tripleta somiada”. La colla consolida la tripleta i pel Concurs de Castells aconsegueix ajuntar-la amb el Pd6. Per la Fira de Santa Teresa carreguen el Pd7f.
L'embranzida de la colla porta a treballar, l'any 2015, estructures superiors. El 5d8 arriba per la seva Festa Major. Aconsegueixen descarregar el Pd7f a Terrassa. A la Fira de Santa Teresa aconsegueixen descarregar el seu primer castell de 9 (3d9f) i el primer 4d8a. Aquesta diada (5d8, 3d9f, 4d8a, Pd7f) és la millor fins ara.
Després d'uns anys en els quals es van veure pocs castells de 9, l'any 2024, amb l'arribada d'una gran massa social aconsegueixen descarregar dos 4d9f, per la 29a edició del Concurs de Castells de Tarragona i per la diada de la Fira de Santa Teresa. És la primera vegada que aconsegueixen descarregar dos 4d9f en una mateixa temporada i el primer castell de 9 descarregat de la colla al Concurs de Castells. Aquestes diades les van acompanyar del 7d8 i el 3d8 (sostre de la colla, l'anterior temporada)